# Abu Faris Abd Allah
Abū Fāris ʿAbd Allāh (in arabo  أبو  فارس عبد الله‎?; ... – Fès, 1613) è stato un sultano del Marocco, appartenente alla dinastia sa'diana, era figlio di Ahmad al-Mansur.

## Biografia
Dopo la battaglia di Alcazarquivir (4 agosto del 1578) Ahmad al-Mansur nominò suo erede al trono il figlio maggiore, il governatore di Fès Muhammad al-Shaykh al-Ma'mun, la cerimonia di giuramento si svolse a Marrakech il 24 settembre del 1579: in questa cerimonia, dopo una grande parata militare, tutti i fratelli gli giurarono fedeltà. Durante questa molti dei fratelli di Muḥammad erano troppo piccoli, così Aḥmad al-Manṣūr chiese loro di ripetere il giuramento il 2 novembre del 1584, tutti i fratelli gli giurarono nuovamente fedeltà, tranne Zaydān, che non partecipò alla cerimonia per ordine del padre. Dopo la cerimonia Aḥmad divise il regno, dando ad ogni figlio un governatorato: Abū Fāris ʿAbd Allāh venne nominato governatore del Souss, Abū l-Ḥasan ʿAlī ricevette Meknès, Zaydān ricevette Tadla.
Al-Maʾmūn era omosessuale e amante del vino e non si curava dei suoi doveri religiosi, ciò infastidì i notabili e le autorità religiose che si lamentarono con il padre Ahmad al-Mansur. Al-Maʾmūn si spaventò quando sentì che il padre, alla testa di un grosso esercito, aveva abbandonato Marrākech e stava marciando verso Fès (di cui al-Maʾmūn era governatore), non capendo bene le intenzioni del padre, preparò un esercito di circa 22.000 uomini e si diresse a Tlemcen in cerca del sostegno degli Ottomani della reggenza di Algeri. Aḥmad al-Manṣūr inviò al figlio una lettera affettuosa e riconciliatoria in cui gli chiedeva di non far entrare in conflitto lo Stato sa'diano, promettendoli che gli avrebbe dato il governatorato della valle Draa e di Sigilmassa. Al-Maʾmūn in un primo momento accettò e si mise in marcia vero Sigilmassa, ma poi deviò la strada e raggiunse Fès, autoproclamandosene governatore, mandò quindi gli ʿulamāʾ (dotti religiosi) della città a Marrākech con l'ordine di intercedere per lui presso il padre, per convincerlo che Muḥammad aveva iniziato a comportarsi in modo adeguato e che era diventato adatto ad amministrare una città dalla fama religiosa come Fes. Aḥmad al-Manṣūr si sentì preso in giro dal figlio e nel mese di ottobre del 1602 lasciò Marrākech (lasciando come viceré il figlio Abū Fāris ʿAbd Allāh) marciando contro Fès. Al-Maʾmūn, sorpreso, si rifugiò in una zawiya di sufi. Venne imprigionato e condotto a Meknès. Il governo di Fes venne dato al fratello Zaydan al-Nasir.
Alla morte di Aḥmad al-Manṣūr nel 1603 i notabili di Fes nominarono Zaydān sultano, ma i notabili di Marrākesh non accettarono la nomina e proclamarono sultano Abū Fāris ʿAbd Allāh, noto per la sua obesità e per il fatto che aveva frequenti attacchi epilettici. Un nobile di Meknès liberò al-Maʾmūn dalla sua prigionia, che si recò a Marrākech.
Abū Fāris mandò suo figlio ʿAbd al-Malik, assistito da Judār Pascià (il generale che aveva conquistato l'Impero Songhai per conto di Aḥmad al-Manṣūr), a combattere Zaydān a Fes. Abū Fāris venne convinto del fatto che suo figlio non avrebbe avuto speranze contro Zaydān e quindi dette il comando dell'esercito al fratello al-Maʾmūn, credendo che gli abitanti di Fes avrebbero ben visto e non avrebbero combattuto il loro ex governatore.

I due eserciti si affrontarono nei pressi di un fiume vicino a Fes. Al-Maʾmūn ebbe la meglio e Zaydan al-Nasir fuggì a Oujda. Al-Maʾmūn a Fes si rifiutò di riconoscere la sovranità del fratello e si fece proclamare sultano, preparò quindi un esercito e marciò contro Marrakech, sconfiggendo il fratello  Abū Fāris ʿAbd Allāh, che fuggì. Si dice che al-Maʾmūn a Marrākech abbia abusato delle concubine e delle mogli del padre Ahmad al-Mansur, inoltre venne visto pubblicamente bere vino e mangiare prima del tramonto durante il Ramadan (il Ramadan del 1607 fu nel mese di gennaio). Al-Maʾmūn divenne presto impopolare e alcuni notabili, nobili e generali di Marrākesh scrissero una lettera a Zaydān, chiedendoli di venire nella città per farsi nominare sultano. Zaydan al-Nasir entrò nella città di nascosto nella notte. I cospiratori uccisero il qāʾid ʿAbd Allāh al-Aʿrāj, il principale sostenitore di al-Maʾmūn, costringendo quest'ultimo a fuggire dalla città e nominando Zaydan sultano.

Al-Maʾmūn fuggì e si riconciliò con il fratello Abū Fāris ʿAbd Allāh a Ksar El Kebir. Il generale Muṣṭafā, fedele a Zaydān, attaccò e disperse gli eserciti di al-Maʾmūn e Abū Fāris, il primo fuggì via mare verso la penisola iberica, mentre Abū Fāris si rifugiò negli altopiani locali, per poi raggiungere Fes, che era sotto il controllo di Abd Allah ibn al-Ma'mun, figlio di al-Maʾmūn.

ʿAbd Allāh fece strangolare lo zio Abū Fāris quando venne a sapere di un complotto atto a detronizzarlo.